# Aljona Kostornaja
Aljona Sergejevna Kostornaja (Russisch: Алёна Сергеевна Косторная) (Moskou, 24 augustus 2003) is een Russisch kunstschaatsster. Kostornaja werd in 2020 Europees kampioene bij de vrouwen.

## Biografie
Kostornaja begon in 2007 met kunstschaatsen. Ze maakte in het seizoen 2017/18 haar internationale debuut bij de junioren. Haar eerste Junior Grand Prix-wedstrijd won ze gelijk al en dankzij zilver bij de tweede mocht ze deelnemen aan de Junior Grand Prix-finale. Hier werd ze tweede. Bij de nationale kampioenschappen van de senioren bemachtigde de 14-jarige kunstschaatsster dat seizoen de bronzen medaille. Op haar enige deelname aan de WK voor junioren in 2018 won ze zilver, achter landgenote Aleksandra Troesova.
Haar succesvolle start zette ze in het seizoen 2018/19 voort. Ze won eind 2018 haar eerste Junior Grand Prix-finale. Door een ontsteking aan haar been moest ze in 2019 echter de WK voor junioren aan zich voorbij laten gaan. Kostornaja's debuut bij de senioren was wel weer gelijk groots: ze won haar Grand Prix-wedstrijden - dankzij twee volledig gedraaide drievoudige axels en een wereldrecord - en verbeterde haar eigen wereldrecord tijdens het winnen van de Grand Prix-finale. Door enkele kleine foutjes eindigde ze, achter Anna Sjtsjerbakova, als tweede bij de Russische kampioenschappen. Ze mocht in 2020 echter wel meedoen aan de EK en de WK. Ondanks wat schoonheidsfoutjes won ze toch met voorsprong de Europese titel.

## Persoonlijke records
Behaald tijdens ISU-wedstrijden. 
|                     | punten | datum      | toernooi  |
| ------------------- | ------ | ---------- | --------- |
| Hoogste totaalscore | 247.59 | 07-12-2019 | GP-finale |
| Hoogste korte kür   | 085.45 | 06-12-2019 | GP-finale |
| Hoogste lange kür   | 162.14 | 07-12-2019 | GP-finale |

## Belangrijke resultaten
| Kampioenschap                                     | 16/17 | 17/18  | 18/19  | 19/20  | 20/21  |
| ------------------------------------------------- | ----- | ------ | ------ | ------ | ------ |
| Wereldkampioenschap                               |       |        |        | *      |        |
| Europees kampioenschap                            |       |        |        | Goud   |        |
| Grand Prix-finale                                 |       |        |        | Goud   |        |
| Nationaal kampioenschap                           |       | Brons  | Brons  | Zilver | t.z.t. |
| WK junioren                                       |       | Zilver | t.z.t. |        |        |
| Junior Grand Prix-finale                          |       | Zilver | Goud   |        |        |
| NK junioren                                       | 16e   | Zilver | Zilver |        |        |
| * Afgelast naar aanleiding van de coronapandemie. |       |        |        |        |        |

t.z.t. = trok zich terug